# Lélekzsinór
A Lélekzsinór (eredeti cím: Mending the Line) 2022-ben bemutatott amerikai filmdráma, amelyet Stephen Camelio forgatókönyvéből Joshua Caldwell rendezett. A főbb szerepekben Brian Cox, Sinqua Walls, Perry Mattfeld, Patricia Heaton és Wes Studi látható.
Az Amerikai Egyesült Államokban 2023. szeptember 29-én mutatták be a mozikban. Magyarországon 2024. szeptember 5-én jelent meg a Maxen.

## Cselekmény
Egy Afganisztánban megsebesült tengerészgyalogos hazatér az Egyesült Államokba, de mélyen megküzd a háborús traumájával. Az elesett barátok emléke kísérti, és a túlélői bűntudat súlyát viseli, valamint a fizikai sérülések nehezítik mindennapi életét. Egy montanai veterán intézetbe kerül, ahol találkozik egy vietnami veteránnal, aki megtanítja neki, hogyan kell horgászni, amivel a poszttraumás stressz szindrómáját kezeli. A két fél olyan szoros barátságot köt, amely mindkettőjük életét megváltoztatja.

## Szereplők
| Szerep       | Színész         | Magyar hang        |
| ------------ | --------------- | ------------------ |
| Ike Fletcher | Brian Cox       | Barbinek Péter     |
| Colter       | Sinqua Walls    | Welker Gábor       |
| Lucy         | Perry Mattfeld  | Nagy Katica        |
| Dr. Burke    | Patricia Heaton | Kisfalvi Krisztina |
| Harrison     | Wes Studi       | Imre István        |

### Magyar változat
- Magyar szöveg: Szojka László
- Hangmérnök: Büki Marcell
- Vágó: Házi Sándor
- Gyártásvezető: Kablay Luca
- Szinkronrendező: Stern Dániel
- Produkciós vezető: Szegedi-Kiss Patrik

A szinkront az Iyuno Hungary készítette el.

## A film készítése
2021 augusztusában jelentették be, hogy Brian Cox és Sinqua Walls főszerepet játszanak a filmben.
A forgatás 2021 szeptemberében zajlott Montanában.

## Bemutató
A film világpremierjét 2022. szeptember 29-én tartották a Woodstock-i Filmfesztiválon. 2022. október 22-én a San Diegó-i Nemzetközi Filmfesztiválon is bemutatták. Ezután 2023. június 9-én a Blue Fox Entertainment, szeptember 26-án pedig a Sony Pictures Home Entertainment forgalmazásában került a mozikba. 2024. március 23-án jelent meg a Netflixen. A film a Netflix amerikai top tízes listájának első helyére ugrott, ahol öt napig tartotta pozícióját, és a megjelenés első hetében is megőrizte a lista első helyét. A Netflix globális top 10-es listáján a 10. helyen végzett, annak ellenére, hogy csak az Egyesült Államokban volt elérhető.